# Kulu Pumori
Der Kulu Pumori (auch Kullu Pumori) ist ein Berg im Westhimalaya im indischen Bundesstaat Himachal Pradesh.
Der 6553 m hohe Berg liegt in der Himalaya-Hauptkette im Distrikt Lahaul und Spiti. Der Kulu Pumori besitzt eine pyramidenförmige Gestalt und wird von den Quellgletschern des Bara-Shigri-Gletschers umströmt. 4,4 km südsüdöstlich des Kulu Pumori erhebt sich der Parbati (6633 m).
Der Kulu Pumori wurde am 6. Juni 1964 von Robert Pettigrew, Franz Mohling, Wangyal und Ang Chook über den Südwestgrat erstbestiegen.